# チョ・ウチャン
チョ・ウチャン（朝: 조우찬、2005年1月20日 - ）は、韓国のラッパーである。2017年に『SHOW ME THE MONEY 6』に出場した。2018年1月5日に初のコラボレーションシングル「OGZ」をリリースした。2025年6月、THE BLACK LABEL傘下の韓国の男女混合グループALLDAY PROJECTのメンバーとしてデビューした。

## 生い立ち
チョは2005年1月20日に生まれた。子供の頃、彼は俳優やモデルとして活動し、様々なブランドのコマーシャルに出演していた。

## キャリア

### 2017年–2024年：初期のキャリア
2017年、12歳でチョ・ウチャンは『SHOW ME THE MONEY 6』史上最年少の出場者となり、「リルDok2」というニックネームを得た。番組中、彼はダイナミック・デュオとの「1/N」、Nucksalをフィーチャーした「What You Call Is The Price」、Sik-Kをフィーチャーした「VVIP」という3つのコラボレーションシングルをリリースした。チョは準決勝で敗退した。ゲストとして、チョはKBSのパイロット音楽バラエティ番組『Hyena on the Keyboard』でフイの楽曲「Wake me up」にフィーチャーされた。このシングルは10月9日に韓国の様々なオンライン音楽サイトでリリースされた。2017年10月、チョはJTBCのチョン・ユンチョル監督による短編映画『父の剣』にキャスティングされた。
2018年1月5日、チョはスターシップ・エンターテインメントの練習生パク・ヒョンジン、アチロと共にOGスクール・プロジェクトという共同プロジェクトグループに参加し、グルーヴィールームがプロデュースしたシングル「OGZ」をリリースした。
2019年7月、チョがCUBEエンターテインメントを退社したことが明らかになった。同月、初のデジタルシングルアルバム『ID Schoolboy Pt.1』をリリースした。8月13日、チョはセカンドデジタルシングルアルバム『ID Schoolboy Pt.2』をリリースした。
2020年5月16日、チョは初のEP『ID Schoolboy Pt.3』をリリースした。
チョはHYBE傘下のBIGHIT MUSICのプレデビューグループ、Trainee Aのメンバーだったが、グループのデビューは2022年末に最終的に中止された。
2024年4月13日、チョはセカンドソロEP『BLANK』をリリースした。

### 2025年–現在：AllDay Project
チョは2025年6月にTHE BLACK LABELの男女混合グループであるALLDAY PROJECTのメンバーとしてデビューした。

## ディスコグラフィ

### EP
| タイトル          | 詳細 |
| ----------------- | --- |
| ID Schoolboy Pt.3 | - リリース日：2020年5月16日 - フォーマット：CD、デジタル・ダウンロード、ストリーミング トラックリスト 1. You Better Make a Move 2. Honey Dance 3. I Don't Care 4. Exam （BIG Naughty客演） 5. What U Doin' （Soovi客演） 6. Catfish （Paloalto客演） 7. We |
| Blank             | - リリース日：2024年4月13日 - フォーマット：デジタル・ダウンロード、ストリーミング トラックリスト 1. Reason 2. Rage （Kid Milli客演） 3. Distrust (불신) 4. Shawty 5. Savior （Norman客演） 6. Who Wants to Die （Norman客演） 7. Youth （Kangbin客演）    |

## 出演

### 映画
| 年   | タイトル | 役名   | 備考     |
| ---- | -------- | ------ | -------- |
| 2017 | 父の剣   | テシク | 短編映画 |

### テレビ番組
| 年      | タイトル             | 役名   | 放送局 | 備考        |        |
| ------- | -------------------- | ------ | ------ | ----------- | ------ |
| 2010–11 | Reality Self-Conceit | 本人   | EBS    | シーズン3–4 |        |
| 2017    | SHOW ME THE MONEY 6  | 出場者 | Mnet   | 準決勝進出  |        |
| 2020    | Do You Know Hip-hop? | 出場者 | Mnet   |             | [ 16 ] |

### ミュージックビデオ出演
| 年   | アーティスト   | タイトル | 備考                                           |
| ---- | -------------- | -------- | ---------------------------------------------- |
| 2016 | PENTAGON       | "Young"  | ジュヒョンおよび他のCube Tree練習生と共演      |
| 2017 | チョン・ソヨン | "Jelly"  | ライ・グァンリン、イドン、ウソク、スジンと共演 |